# Plator solanensis
Plator solanensis is een spinnensoort uit de familie Trochanteriidae. De soort komt voor in India.